# Contea di Yellowstone
La contea di Yellowstone (in inglese Yellowstone County) è una contea del Montana, negli Stati Uniti. Il suo capoluogo amministrativo è Billings ed è la contea più popolosa del Montana.

## Storia
La contea di Yellowstone venne istituita nel 1883 e deve il suo nome al fiume omonimo. L'etimologia di Yellowstone si deve ai primi cacciatori di pelli francesi che chiamarono il fiume Roche Jaune (Pietra Gialla).

## Geografia fisica
La contea ha un'area di 6861 km² di cui lo 0,52% è coperto d'acqua. Confina con le seguenti contee:
- Contea di Musselshell - nord
- Contea di Rosebud - nord-est
- Contea di Treasure - est
- Contea di Big Horn - sud-est
- Contea di Carbon - sud-ovest
- Contea di Stillwater - ovest
- Contea di Golden Valley - nord-ovest

## Città principali
- Ballantine
- Billings
- Broadview
- Custer
- Huntley
- Laurel
- Lockwood
- Molt
- Pompey's Pillar
- Shepherd
- Worden

## Strade principali
- Interstate 90
- Interstate 94
- U.S. Route 87
- U.S. Route 212
- U.S. Route 310
- Montana Highway 3

## Società

### Evoluzione demografica

Situazione demografica

Abitanti censiti (migliaia)

## Musei
- Museum of Women's History, su museumofwomenshistory.org. URL consultato il 17 giugno 2007 (archiviato dall'url originale il 9 luglio 2007).
- Western Heritage Center, su ywhc.org.
- Yellowstone Art Center, su artcom.com.